# ماهیچه بالابرنده لب بالا
ماهیچه بالابرنده لب بالا (انگلیسی: Levator labii superioris) کار بالا کشیدن لب بالا را برعهده دارد.
خاستگاه آن لبه پایینی کاسه چشم، پیوندگاه آن ماهیچه‌بندی لب بالا و عصب‌گیری‌اش از عصب چهره‌ای (فاسیال) است.

## نگارخانه

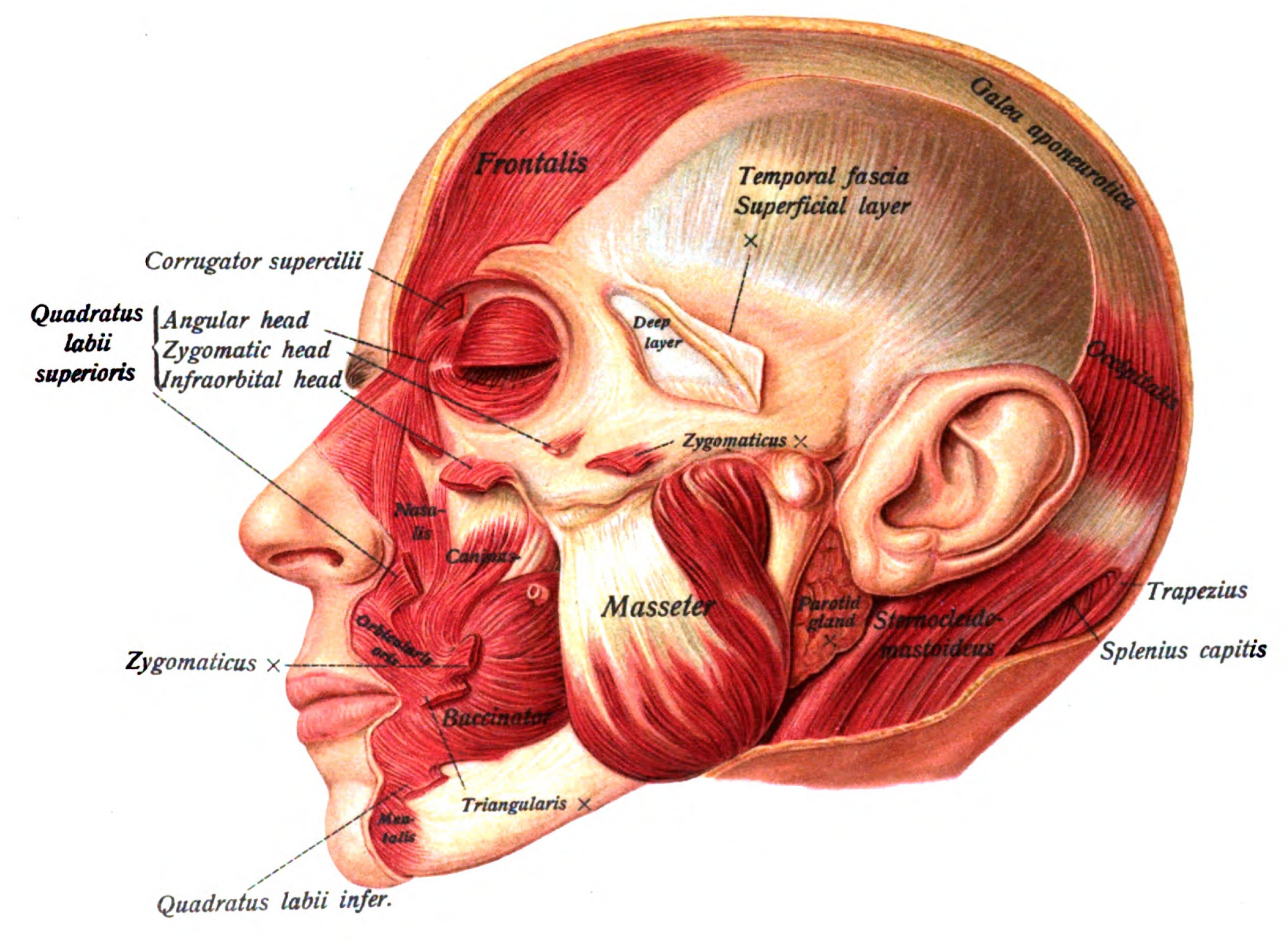
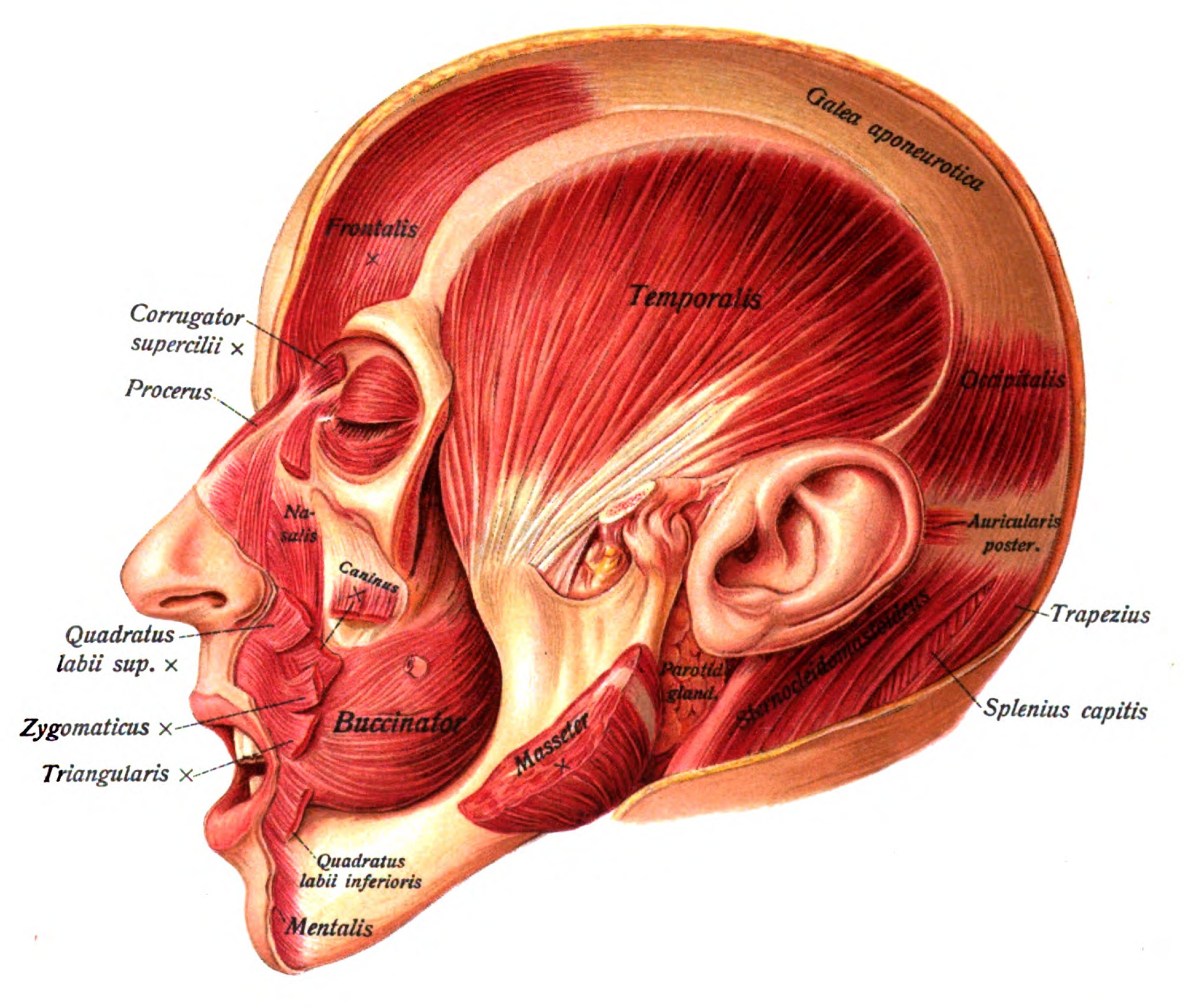
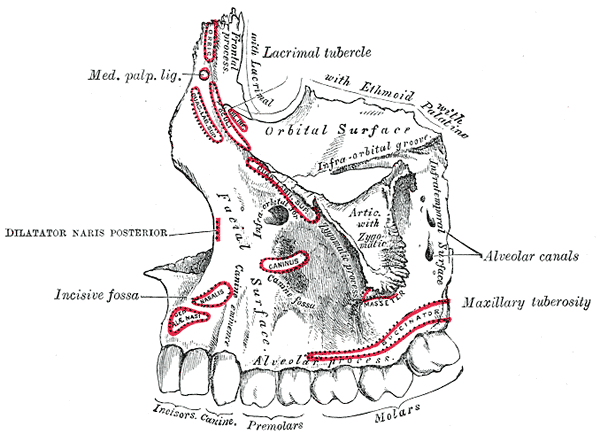
Left maxilla. Outer surface.
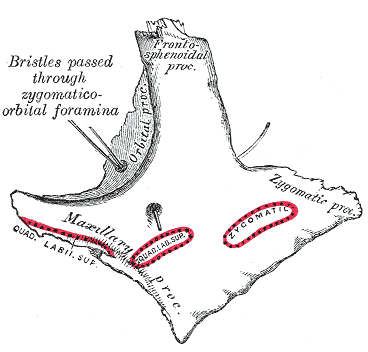
Left zygomatic bone. Malar surface.
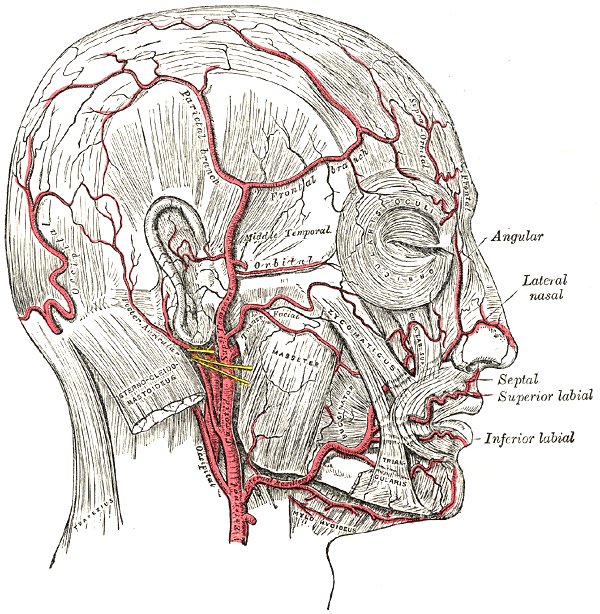
The arteries of the face and scalp.